# Étage 10 (époque)
Stratigraphie
Jiangshanien Trémadocien
Ordovicien inférieur
L'étage 10 est le dernier étage du Cambrien.

## Biostratigraphie
Il a été suggéré que l'espèce de conodontes Eoconodontus notchpeakensis puisse être un marqueur de l'étage 10.
En 2006, un groupe de travail a proposé qu'on utilise plutôt la première apparition de Cordylodus andresi. 
Aujourd'hui, la première apparition de E. notchpeakensis est préférée par de nombreux auteurs parce que l'espèce a une répartition globale et qu'on la retrouve d'une façon indépendante du facies (l'espèce est trouvée sur les plateaux continentaux et dans les zones intertidales).
La proposition de l'utilisation de Eoconodontus notchpeakensis incorporerait aussi un marqueur non-biostratigraphique pour corréler le début de l'étage 10 globalement. 
Une modification isotopique du cycle du carbone (l'événement HERB est détectable dans la partie la plus ancienne de la zone de E. notchpeakensis.